# Zaire Barnes
Zaire Barnes (Mundelein, 3 settembre 1999) è un giocatore di football americano samoano americano che milita nel ruolo di linebacker per i New York Jets della National Football League (NFL).

## Carriera

### New York Jets
Al college Skinner giocò a football alla Western Michigan University, dove nell'ultima stagione fu inserito nella formazione ideale della Mid-American Conference. Fu scelto nel corso del sesto giro (184º assoluto) del Draft NFL 2023 dai New York Jets. Debuttò come professionista subentrando nella gara del nono turno contro i Los Angeles Chargers giocando sei snap negli special team. La sua prima stagione si chiuse con quattro presenze, nessuna delle quali come titolare.